# Stjernemodel
En stjernemodel er et værktøj til at beskrive og analysere stjerners kemiske sammensætning, fysiske opbygning og livsløb.
De oprindelige stjernemodeller beregnedes med brug af hjerne, blyant og papir. Senere benyttedes regnemaskine, blyant og papir og i vore dage beregnes de bedste stjernemodeller på supercomputer eller – hvor beregninger kan udføres i adskilte sekvenser – i netværk af mindre computere, fx almindelige bord- eller bærbare PC'er.
Et Windows-baseret computerprogram til at foretage en beregning af en forenklet stjernemodel hører til Caroll & Ostlie's bog Modern Astrophysics og kan hentes af enhver.